# Герб Баррейру
Ге́рб Барре́йру — офіційний символ міста Баррейру, Португалія. Використовується як територіальний герб. У срібному щиті зелена мотузка із морським вузлом по центру. Над нею пурпуровий Яківський хрест, праворуч якого зелене коліща, а ліворуч — пурпурове гроно винограду із зеленим листям. Внизу щита дві сині хвилясті смуги, на яких пливе чорна мулета із золотим контуром і червоними вітрилами. Щит увінчує срібна мурована міська корона з п'ятьма вежами.  Під щитом біла стрічка, на якій великими літерами напис португальською: «cidade de Barreiro» (місто Баррейру).  Офіційно затверджений 16 травня 1986 року. Створений на основі попереднього містечкового герба, ухваленого 24 квітня 1940 року. Яківський хрест символізує Орден Сантьяго, який відіграв важливу роль у розвитку міста. Коліща і виноград уособлюють господарство регіону. Хвилясті смуги позначають річку Таг.

## Галерея

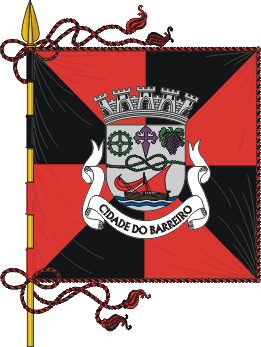
Прапор